# Пировское
Пи́ровское — село в Красноярском крае России. Административный центр Пировского муниципального округа.

## Географическое положение
Центр села располагается на высоте 159 м над уровнем моря.

## История
Появление села связано с освоением Сибири служилыми людьми и крестьянами из европейской части России (преимущественно из Архангельского Поморья). В 1668 году тридцатью поселенцами основана Новомангазейская слобода, вскоре получившая название Пировщина (по имени её строителя, тобольского сына боярского Алексея Пирова). Происхождение первопоселенцев неизвестно: в разных источниках говорится о «ссыльных людях», «гулящих людях» или даже «тобольских крестьянах». Впоследствии название поселения трансформировалось в Пировское. Строительство Пировщины было обусловлено нехваткой хлеба в Мангазее. Пашенные крестьяне должны были поставлять зерно «на Мангазейские и Туруханские расходы». Освоение новых земель поначалу продвигалось медленно: лишь осенью 1670 года крестьяне впервые распахали целину и в следующем году собрали первый урожай. Первыми приказчиками Пировщины были дети боярские Алексей Пиров, Дмитрий Ксеньтев (с мая 1671 года), Терентий Плонцов.
Слобода сначала было приписана к Бельскому острогу, а затем находилась в составе Еланского комиссарства Бельской волости Енисейского уезда. В нач. XX в. было центром Пировской волости Енисейского уезда Енисейской губернии. С 1924 года — районный центр.

## Население
| 1939  | 1959  | 1970  | 1979  | 1989  | 2002  | 2010  | 2012  | 2013  |
| ----- | ----- | ----- | ----- | ----- | ----- | ----- | ----- | ----- |
| 2190  | ↗2908 | ↗3560 | ↘3526 | ↗4059 | ↘3292 | ↘3007 | ↘2990 | ↗2998 |
| 2014  | 2015  | 2016  | 2017  |       |       |       |       |       |
| ↘2993 | ↘2975 | ↗3023 | ↗3046 |       |       |       |       |       |

## Люди, связанные с селом
16 мая 1941 года в селе родился Геннадий Прашкевич — русский писатель, поэт, переводчик.
В селе прошло раннее детство журналиста и сценариста Евгения Козловского.